# Beroiz
Beroiz es una entidad de población española, hoy día despoblada, del municipio de Izagaondoa, perteneciente a la Comunidad Foral de Navarra.

## Historia
Hacia mediados del siglo XIX, el lugar, ya por entonces perteneciente a Izagaondoa, tenía contabilizada una población de 18 habitantes. Aparece descrito en el cuarto volumen del Diccionario geográfico-estadístico-histórico de España y sus posesiones de Ultramar de Pascual Madoz con las siguientes palabras:

BEROIZ: l. del valle y ayunt. de Izagondoa, en la prov., aud. terr. y c. g. de Navarra, part. jud. de Aoiz, dióc. de Pamplona (3 1/2), arciprestago de Ibargoiti. sit. á la der. del r. Irati en un llano con libre ventilacion, y clima saludable. Tiene 2 casas y una parr. (San Martin), servida por un vicario. Confina el term. N. Ayanz (4º); E. Turrillas (1/2 leg.); S. Ardanaz (1/4); y O. Iriso (4º). El terreno es de buena calidad, y comprende un monte donde hay robles, hayas y otros árboles con buenos pastos para el ganado. prod. trigo, cebada, legumbres, hortaliza, y algunas frutas; sostiene ganado vacuno, mular, de lana y cabrio, y se encuentra caza de varias especies. pobl. 2 vec., 18 alm. riq. y contrs. con el valle.
(Madoz, 1846, pp. 281-282)

En 2023, la entidad singular de población tenía empadronados 0 habitantes.

## Patrimonio
Hay en el lugar una iglesia de San Martín.